# Solanum mesopliarthrum
Solanum mesopliarthrum är en potatisväxtart som beskrevs av Teodoro Rojas och Julian Alfred Steyermark. Solanum mesopliarthrum ingår i släktet skattor som ingår i familjen potatisväxter. Inga underarter finns listade i Catalogue of Life.